# Der Gefangene
Der Gefangene (Originaltitel: The Innocent Man) ist das erste Non-Fiction-Buch von John Grisham. Es erschien im Oktober 2006 bei Doubleday Publishing und wurde im selben Monat für den deutschsprachigen Raum auch beim Heyne Verlag veröffentlicht. Das Buch erzählt die Geschichte von Ronald Keith Williamson, der Opfer eines Justizirrtums wurde und elf Jahre lang im Todestrakt auf seine Hinrichtung warten musste. 

## Inhalt
Ronald Keith Williamson (genannt Ron) wird nach seiner High-School-Zeit Profisportler in den Baseball-Minor-Leagues. Er kommt jedoch nicht an das Niveau der etablierten Spieler heran und wird immer seltener eingesetzt. Ron wird nicht mit diesem Abstieg fertig und der soziale Abstieg, verbunden mit zunehmenden psychischen Problemen, beginnt. Schließlich wird er für einen Mord verhaftet und sitzt anschließend mehr als zwölf Jahre im Gefängnis. Durch einen unbegreiflichen Justizskandal wird der psychisch kranke Mann für den Mord an Debbie Carter verurteilt und kommt in die Todeszelle. Mit betroffen ist Dennis Fritz, ebenfalls zu Unrecht verurteilt. Die beiden Unschuldigen werden von Familie und Freunden nicht im Stich gelassen, doch gegen die Staatsanwaltschaft und Polizei, die mit gefälschten Beweisen und zweifelhaften Zeugen arbeiten, haben sie zunächst wenig Chancen.
Der Termin für Ron Williamsons Hinrichtung ist bereits festgesetzt, als einige Menschen, die Zweifel an seiner Täterschaft haben, eine Aufschiebung erreichen können.
Die Haftbedingungen für die Todeskandidaten in der Strafanstalt in MacAlester sind so schlimm, dass sich sogar Amnesty International mit ihnen beschäftigt: Der Todestrakt ist unterirdisch angeordnet, sodass die Gefangenen kein Tageslicht bekommen, das Essen ist schlecht und so wenig, dass viele Gefangene gefährlich viel Gewicht verlieren.
Nach mehreren Jahren wird das Verfahren von Ron Williamson wieder aufgenommen und nach mehr als elf Jahren in Gefangenschaft wird Ron Williamson freigelassen. Doch die Zeit im Gefängnis hat Spuren bei ihm hinterlassen. Er ist schwer geistesgestört und wird nach Behandlungen immer wieder rückfällig. Er hat eine lange Krankengeschichte hinter sich und stirbt schließlich im Alter von 51 Jahren an Leberzirrhose, die vermutlich durch die jahrelange Einnahme von Psychopharmaka ausgelöst wurde.

## Verfilmung
Im Dezember 2018 veröffentlichte Netflix eine Dokumentarfilmserie gleichen Namens mit sechs Episoden.